# ピアース・バトラー (第4代準男爵)
第4代準男爵サー・ピアース・バトラー（英語: Sir Pierce Butler, 4th Baronet PC (Ire)、1670年 – 1732年4月17日）は、アイルランド王国の政治家。1703年から1715年までアイルランド庶民院議員を務めた。

## 生涯
第3代準男爵サー・トマス・バトラーと1人目の妻ジェーン（Jane、旧姓ボイル（Boyle）、1700年までに没、聖職者リチャード・ボイルの娘）の息子として、1670年に生まれた。1692年1月14日、リンカーン法曹院に入学した。
1697年12月8日にアン・ガリアード（Anne Galliard、ジョシュア・ガリアードの娘）と結婚した。
1703年から1715年までカーロウ・カウンティ選挙区の代表としてアイルランド庶民院議員を務めた。1704年2月に父が死去すると、準男爵位を継承した。1712年6月7日、アイルランド枢密院の枢密顧問官に任命された。
1732年4月17日に死去、弟ジェームズ（1720年と1723年の間に没）の息子リチャードが準男爵位を継承した。